# Sibil·la de Jerusalem
Sibil·la de Jerusalem (c. 1160 – 1190) fou reina de Jerusalem.
Filla d'Amalric I de Jerusalem i Agnès de Courtenay, fou comtessa de Jaffa i Ascaló des del 1176.

## Joventut
A la mort del seu pare Amalric I de Jerusalem el 1174, el seu germà Balduí fou coronat rei, tenint com regents a Miles de Plancy i a la seva mort, a Ramon III de Tripoli. Balduí va nomenar Sibil·la comtessa de Jaffa i Ascaló i va arreglar el seu matrimoni amb Guillem V de Montferrat el 1176, però aquest va morir mesos després deixant-la embarassada. Seguint la tradició de la família, el nen rebé el nom de Balduí.

## Regnat
Sibil·la va demostrar una gran astúcia i destresa política en el seu tracte amb els membres de la facció de l'oposició liderats per Ramon III de Trípoli que reclamava el dret al tron, la família Ibelin i Maria Comnena en nom d'Isabel I de Jerusalem. Sibil·la tenia el suport d'algunes relacions de la seva mare, la família Courtenay (l'antiga dinastia del Comtat d'Edessa i els seus aliats i vassalls).
La seva principal preocupació era el progrés de Saladí que avançava en l'ocupació del regne. Guiu de Lusignan i Ramon III de Trípoli foren enviats al front amb tot l'exèrcit per fer front, però la seva incapacitat per cooperar els va dur a la derrota front Saladí a la batalla de Hattin el 4 de juliol de 1187, en la qual Guiu fou fet presoner. Maria Comnena es va reunir amb la seva fillastra a Jerusalem quan l'exèrcit de Saladí avançava. El setembre del mateix any Saladí ja va iniciar el setge de la Ciutat Santa, en la qual Sibil·la va dirigir personalment la defensa, juntament amb el Patriarca Eraclius i Balian d'Ibelin, que havien sobreviscut a Hattin. Jerusalem va capitular el 2 d'octubre i a Sibil·la se li va permetre escapar a Trípoli amb les seves filles.